# Iddrisu Baba
Iddrisu Baba Mohamed (Acra, Ghana, 22 de enero de 1996) es un futbolista ghanés. Juega de centrocampista y su equipo es la U. D. Almería de la Segunda División de España.

## Trayectoria
Nacido en Acra, se trasladó a España muy joven y se unió a los juveniles del R. C. D. Mallorca en enero de 2014 desde el C. D. Leganés. Hizo su debut con el filial bermellón el 29 de agosto de 2015. Baba marcó su primer gol el 8 de mayo de 2016, anotando el primer gol en la victoria por 2-1 contra el C. F. Playas de Calviá. El 23 de junio de 2015 fue comprado en propiedad por el R. C. D. Mallorca.
El 25 de agosto de 2017 fue cedido al Barakaldo C. F. de la Segunda División B por un año. Al regresar en la temporada 2018-19, formó parte de la primera plantilla en Segunda División e hizo su debut profesional el 19 de agosto de 2018, reemplazando a Carlos Castro García en la victoria por 1-0 en casa contra el C. A. Osasuna.
Con la entidad balear llegó a disputar 91 partidos en la Primera División antes de ser prestado, con opción de compra, a la U. D. Almería en agosto de 2023. Esta se hizo efectiva en julio de 2024 después de haber jugado 25 encuentros en Primera División la temporada anterior.